# O inwencji

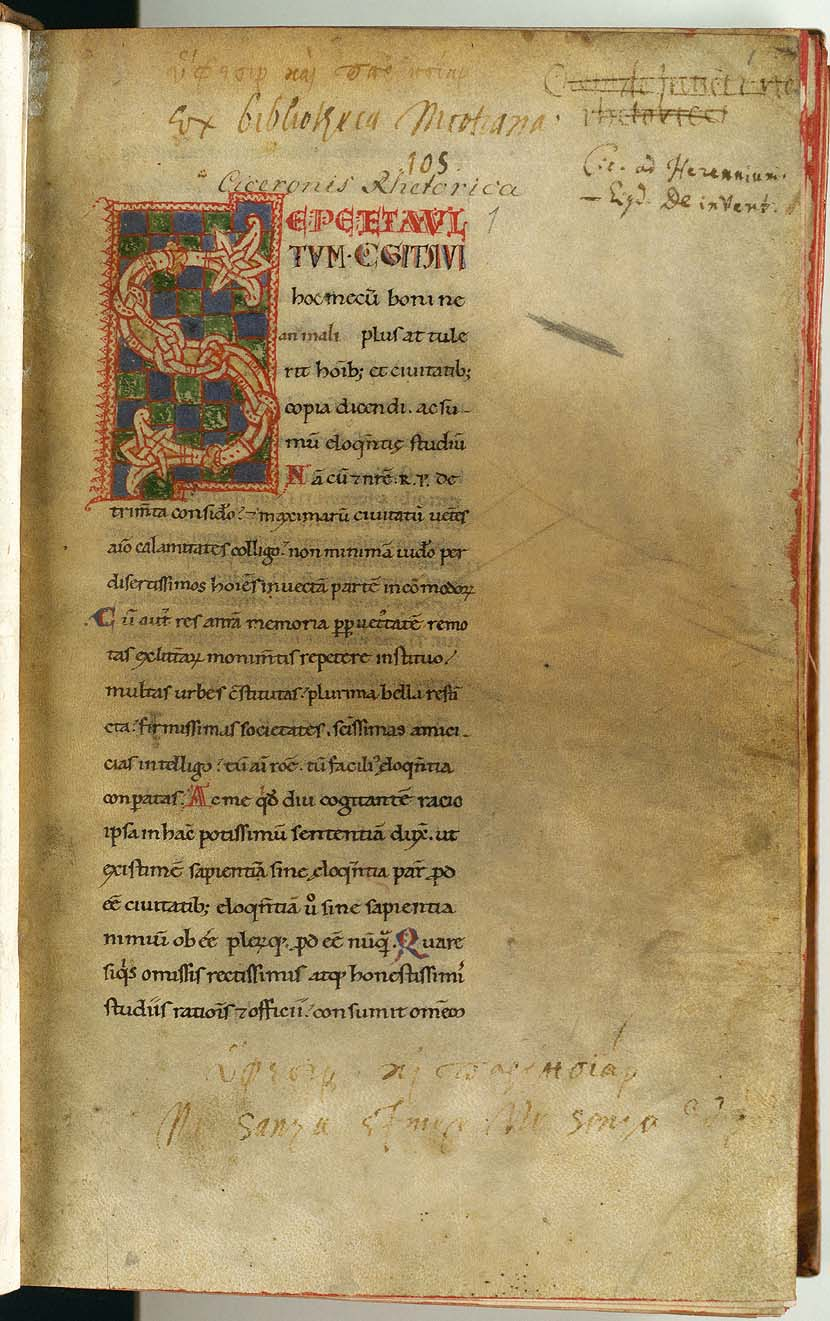
Początek pierwszej księgi De inventione. Rękopis spisany w Italii, w latach 1100–1150. Det Kongelige Bibliotek, Kopenhaga. Sygnatura GKS 1998, 1 recto.

O inwencji (łac. De inventione), inaczej O wynajdywaniu treści, O wynalezieniu retorycznym, O inwencji retorycznej, właściwie Księgi retoryczne (łac. Libri rhetorici) – nieukończony podręcznik retoryki w formie traktatu autorstwa Marka Tulliusza Cycerona, napisany najprawdopodobniej w latach 84–81 przed Chrystusem. Z planowanych pięciu ksiąg Cyceron ukończył dwie. Mimo że traktat zawierał omówienie tylko jednego działu teorii retorycznej – inwencji – to od starożytności do czasów współczesnych używany był jako podstawowy, wstępny podręcznik do nauki retoryki. Pozostałych działów nauczano stosując jako uzupełnienie Retorykę dla Herenniusza. De inventione wywierało przez wieki olbrzymi wpływ na europejską naukę i kulturę.

## Autor i czas powstania
Niektóre starożytne przekazy i średniowieczne rękopisy nie wymieniają imienia autora De inventione. Jednak nigdy nie kwestionowano, że był nim Cyceron, bowiem w roku 55, w dialogu O mówcy, sam wspomniał o swoim młodzieńczym dziele, które niewykończone i niedojrzałe wypadło z zapisków chłopcu lub raczej młodzieniaszkowi.
Cyceron interesował się retoryką od wczesnej młodości. Jako dwudziestokilkuletni młodzieniec postawił sobie zadanie napisania podręcznika, który miał objąć całość teorii wymowy usystematyzowanej według schematu perypatetyckiego – a więc inwencję, dyspozycję, elokucję, memorię i akcję. Na zrealizowanie tego ambitnego planu najprawdopodobniej nie starczyło mu sił. Zdołał ukończyć jedynie dwie pierwsze księgi, omawiające inwencję. Napisał je prawdopodobnie przede wszystkim dla samego siebie, ujmując na piśmie teorię, którą studiował.
Młody Cyceron napisał swoje dzieło niewątpliwie w Rzymie, przed kilkuletnią podróżą do Grecji, którą rozpoczął w roku 79. Ponieważ w latach 81–79 prowadził intensywną praktykę prawniczą, dzieło musiało zostać napisane wcześniej, podczas studiów – najpóźniej w roku 81. W De inventione Cyceron wykazuje znajomość Retoryki dla Herenniusza, która powstała w latach 86–82, stąd większość uczonych jest zdania, że nie mógł zacząć pisać traktatu wcześniej niż w roku 84. Nieliczni badacze uważają, że dzieło Cycerona powstało w roku 77, po powrocie z Grecji lub wcześniej niż Retoryka dla Hereniusza, w roku 88.

## Tytuł
Tytuł De inventione („O inwencji”) nadano traktatowi w średniowieczu, przypuszczalnie w czasach karolińskich. Odnosi się on do treści dzieła, nie pochodzi jednak od samego Arpinaty. W I wieku Kwintylian przytaczał podręcznik Cycerona nazywając go rhetorici lub libri rhetorici, zaś pierwszą księgę cytował jako in primo rhetorico. Podobnych określeń używali inni autorzy starożytni, na przykład św. Hieronim czy Pryscjan. Najprawdopodobniej więc Cyceron zatytułował swoje dzieło Libri rhetorici („Księgi retoryczne)” i pod taką nazwą było ono znane w starożytności. W zachowanych średniowiecznych rękopisach podręcznik ma nagłówek De inventione i tego właśnie tytułu użyli w XV i XVI wieku pierwsi wydawcy. Współczesne edycje zachowują ten tradycyjny, chociaż nie do końca poprawny, tytuł.

## Źródła
Cyceron, przystępując do pisania podręcznika, nie posiadał jeszcze doświadczenia w publicznych występach krasomówczych. Jego traktat miał więc przede wszystkim charakter teoretyczny, był kompilacją podręczników greckich. Jak stwierdził w przedmowie do księgi drugiej: postanowiwszy napisać teorię wymowy, nie obraliśmy sobie jednego wzoru, który byśmy z największą ścisłością naśladowali, lecz zebrawszy dzieła wszystkich pisarzy wyjąłem te wskazówki, które mi się wydały najstosowniejsze (...) Mając przed sobą prace wszystkich uczonych zajmujących się teorią wymowy, którzy przed nami żyli od najdawniejszych czasów aż do dzisiaj, mieliśmy możność wyboru wszystkiego, co nam się podobało.
Mimo wieloletnich badań, uczonym nie udało się dotychczas ustalić wszystkich źródeł, z których Cyceron korzystał – czerpał on bowiem z obszernej i różnorodnej greckiej literatury teoretycznej. Zapewne wykorzystał również wiedzę zdobytą podczas wykładów wygłaszanych przez nieznanych współcześnie z imienia greckich nauczycieli, na które uczęszczał. W pierwszej kolejności opierał się na podręczniku Hermagorasa, z którym zresztą niekiedy polemizował. Większość badaczy uważa, że znał też świeżo napisaną, anonimową Retoryką dla Hereniusza, z której w dużej mierze przejął łacińską terminologię. Musiał mieć w ręce źródła, z których korzystał twórca Rhetorica ad Herennium, gdyż w wielu wypadkach rozszerza tezy i argumentację anonimowego autora. Nie ulega jednak wątpliwości, że młody pisarz starał się o zachowanie pewnej samodzielności w stosunku do greckich źródeł, co uwidoczniało się zwłaszcza w doborze rzymskich przykładów.
Niewielka część uczonych jest zdania, że dzieło Cycerona było źródłem dla autora Rhetorica ad Herennium, a nie odwrotnie. Niektórzy badacze twierdzą natomiast, że istniało jeszcze inne, zaginione łacińskie dzieło poświęcone retoryce, które była wspólnym źródłem dla Cycerona i anonimowego autora Retoryki dla Hereniusza. Są to jednak stanowiska mniejszości. Oba traktaty były niewątpliwie ze sobą ściśle powiązane – napisane zostały podobnym językiem, niektóre ich fragmenty są identyczne, a część użytych przykładów pokrywa się ze sobą.

## Zawartość
De inventione było podręcznikiem dla początkujących przypominającym zbiór wykładów szkolnych i składało się z szeregu systematycznie przedstawionych i objaśnionych definicji, zasad oraz przykładów. Każda z dwóch ksiąg poprzedzona została wstępem, w którym Cyceron przedstawił własne rozważania filozoficzne na temat retoryki.

### Księga pierwsza
We wstępie do księgi pierwszej Cyceron omówił rolę mowy w narodzinach kultury i rozwoju ludzkości. Spekulacje na temat historii wskazują wpływ Posejdoniosa, którego mógł Cyceron poznać osobiście w 86 roku, kiedy ów stoicki filozof przybył do Rzymu jako oficjalny poseł miasta Rodos. Idąc za swoim nauczycielem, akademikiem Filonem z Larysy, wyznaczył Cyceron retoryce rolę podrzędną w stosunku do filozofii, którą nazwał kierowniczką wszystkich spraw. Przyznał się też do sceptycyzmu i probabilizmu, nie podając swych twierdzeń jako pewne, lecz jedynie jako najbardziej prawdopodobne. Jego zdaniem sztuka wymowy pozbawiona podbudowy moralnej prowadziła do społecznego zakłamania i w konsekwencji upadku państw, stąd za niezbędne uważał połączenie retoryki z filozofią. Sama retoryka bez filozofii szkodzi bowiem rozwojowi państwa, zaś filozofia bez retoryki daje mało pożytku społeczeństwu. Rzymscy mówcy – tacy jak Katon, Leliusz czy Scypion Afrykański – lepiej łączyli, według Cycerona, mądrość z elokwencją niż ich greccy poprzednicy.
Po wstępie Cyceron podał definicję retoryki i określił jej zadania, powołując się na Arystotelesa a polemizując z Hermagorasem. Retoryka to civilis ratio, element polityki. Jej podstawowym zadaniem było wykształcenie umiejętności publicznego przemawiania w taki sposób, aby przekonać słuchaczy do własnych racji. Przemowę wygłosić należało w jednym z trzech rodzajów retorycznych: mowie osądzającej (genus iudiciale), mowie oceniającej (genus demonstrativum) lub mowie uzasadniającej (genus deliberativum). Wypowiedź powinna zostać przygotowana w pięciu kolejnych etapach: inwencji (inventio), która polega na zebraniu argumentów prawdziwych lub prawdopodobnych potwierdzających tezę, którą należało udowodnić; dyspozycji (dispositio), czyli funkcjonalnym ułożeniu zebranego materiału; elokucji (elocutio) – odpowiednim dobraniu słów do ułożonej treści; memorii (memoria), czyli opanowaniu pamięciowym mowy; wysłowieniu (pronuntiatio), w ramach którego uzyskuje się kontrolę nad głosem i ciałem dostosowaną do treści i formy przygotowanej mowy.
Reszta traktatu została poświęcona inwencji. Rozpocząć ją należało od ustalenia stanu zagadnienia będącego tematem mowy i zapoznania się z podnoszonymi wcześniej argumentami. Wyróżnił Cyceron cztery możliwe stany zagadnienia: constitutio coniecturalis – gdy sporne jest ustalenie faktu; constitutio definitiva – gdy przedmiotem sporu jest interpretacja faktu; constitutio generalis – gdy sporna jest ocena faktu; constitutio translativa – gdy podawana jest w wątpliwość możliwość rozstrzygnięcia sporu. Niezbędne było też ustalenie, czy tematem mowy była kwestia pojedyncza, czy też kwestia złożona (dotycząca nie jednego, lecz wielu faktów) oraz czy zagadnienie opiera się na źródłach pisanych (które należało zebrać i poddać wnikliwej analizie), czy jedynie na świadectwach ustnych.
Z argumentów używanych wcześniej należało wybrać najbardziej przekonujące, a następnie wyszukać dodatkowe w tak zwanych miejscach wspólnych (loci communes), czyli toposach. Cyceron pominął w tym miejscu traktatu szczegółowe omawianie topiki i przeszedł do następnego kroku. Wyjaśnił mianowicie, w jaki sposób powinno się dostosować argumenty do kolejnych części wypowiedzi. Według Cycerona wypowiedź retoryczna powinna się składać z sześciu części: wstępu (exordium), przedstawienia faktów (narratio), konspektu (partitio), dowodzenia (confirmatio), odpierania zarzutów (reprehensio) i konkluzji (conclusio). Resztę pierwszej księgi Cyceron poświęcił szczegółowemu omówieniu budowy poszczególnych części wypowiedzi.

### Księga druga
We wstępie do księgi drugiej Cyceron wyjaśnił metodę swej pracy i przedstawił zarys historii retoryki, w ramach którego omówił rozwój przeciwstawnych szkół, wywodzących się od Izokratesa i Arystotelesa. Postawił sobie za cel połączenie obu tradycji w jeden spójny system retoryczny. Następnie zapowiedział, że przedstawi topikę, czyli sztukę wynajdywania nowych argumentów, zastosowaną do dowodzenia (confirmatio) i odpierania zarzutów (reprehensio) w poszczególnych rodzajach mowy – osądzającym, oceniającym i uzasadniającym.
Nowe argumenty w wypowiedzi retorycznej mogły dotyczyć sprawy, osoby bądź samego faktu (omnis igitur ex causa, ex persona, ex facto ipso coniectura capienda est). Cyceron wyjaśnił te twierdzenie na przykładzie mowy osądzającej (sądowej) wygłaszanej w czterech różnych sytuacjach, zależnych od stanu zagadnienia. Toposy mowy osądzającej podzielił na prawne, jurysdykcyjne i związane z pojęciem sprawiedliwości. Każdy z tych trzech zbiorów był przedmiotem dalszego, bardzo skomplikowanego podziału a większości przedstawionych w traktacie standardowych argumentów opatrzył Cyceron historycznymi przykładami.
Następnie przeszedł Cyceron do topiki mowy uzasadniającej, której argumenty podzielił na związane z honorem lub użytecznością. Zbiór oparty na pojęciu honoru podzielił dalej według czterech cnót filozoficznych: na toposy mądrości, sprawiedliwości, odwagi i umiarkowania; natomiast zbiór oparty na użyteczności zawierał w sobie toposy związane ze sławą, pozycją społeczną, wpływami i przyjaźnią. Końcowa część pracy zawiera krótkie rozważanie na temat mowy oceniającej, której topikę ujął Cyceron w dwóch zbiorach, zawierających pochwały lub nagany. Ponieważ w Rzymie nie narodziła się jeszcze tradycja wygłaszania takich mów, nie rozwinął tego tematu.

## Recepcja
Chociaż sam Cyceron wstydził się pod koniec życia swojego młodzieńczego dzieła, to w I wieku wprowadzono je do rzymskich szkół jako jeden z podstawowych podręczników. Kwintylian, któremu cesarz Wespazjan zlecił około roku 75 odnowienie – po okresie upadku za Nerona – studiów literackich i naukowych w Rzymie, oparł program nauczania na Cyceronie, a naukę retoryki zalecał rozpoczynać od De inventione, które zresztą sam często cytował. Zdaniem Kwintyliana imię Cycerona było synonimem elokwencji, a każdy student może postępować w wiedzy, gdy zostanie wielbicielem Cycerona. Za Kwintylianem nauczyciele retoryki i filozofii, aż do końca starożytności, zalecali czytanie, a nawet uczenie się na pamięć O inwencji już na pierwszym etapie edukacji.
Od czasów Kwintyliana aż po wiek XVIII znajomość O inwencji była powszechna wśród osób wykształconych, co wiązało się z używaniem jej jako podręcznika w szkolnictwie. Cytowali ją niemal wszyscy ważniejsi pisarze starożytni i średniowieczni, wielkim poważaniem darzyli ją Ojcowie Kościoła, np. św. Augustyn czy św. Hieronim. Dla autorów średniowiecznych i humanistów była wielkim autorytetem, a jej wpływ nie ograniczał się jedynie do retoryki i filozofii, ale widoczny był także w literaturze pięknej.
W średniowieczu De Inventione zostało jednym z dwóch podstawowych podręczników do nauki w trivium, w ramach sztuk wyzwolonych. Drugim była Rhetorica ad Herennium, którą przynajmniej od czasów św. Hieronima przypisywano Cyceronowi. Traktat O inwencji określano jako Rhetorica vetus lub Rhetorica prima, aby odróżnić go od Retoryki dla Herenniusza, którą nazywano Rhetorica nova albo Rhetorica secunda. Dzieło Cycerona cytowało wielu średniowiecznych autorów, na przykład Hraban Maur czy Jan Szkot Eriugena. Alkuin napisał krótki traktat oparty na De Inventione, a Beda zebrał i omówił w krótkim piśmie zapisane przez Cycerona sentencje.
Między XVI a XVIII wiekiem De Inventione było nadal wykładana na uniwersytetach podczas studiów literackich, obok dzieł Kwintyliana i Rhetorica ad Herennium. Na oksfordzkiej liście najważniejszych lektur dla studentów z 1570 roku zajmuje jedną z pierwszych pozycji. Nawet w XIX i XX wieku pozostawało na wielu uczelniach, na których wykłada się retorykę, podręcznikiem używanym podczas podstawowego kursu.

### Wydania
- M. Tulli Ciceronis Rhetoricae Libri Duo. Qui sunt De Inventione Rhetorica. W: M. Tulli Ciceronis Scripta quae manserunt omnia. Pars 1. Opera Rhetorica vol.1. Gulielmus Frierdrich (ed.). Lipsk: Teubner, 1889, s. 117–236. (łac.).
- De Inventione. W: M. Tulli Ciceronis Scripta quae manserunt omnia. Fasc 2. E. Stroebel (ed.). Lipsk: Teubner, 1915. (łac.).

### Tłumaczenia polskie
- M. T. Cycerona Xięgi dwie o wynalezieniu retoryczném. Klemens Żukowski (tł.). Wilno: Józef Zawadzki, 1840. [dostęp 2015-06-19].
- O wynalezieniu retorycznem. W: Marek Tulliusz Cyceron: Dzieła, Tom 8. Erazm Rykaczewski (tł.). Poznań: Xiegarnia luxemburgska, 1879.
- Marcus Tullius Cicero: O inwencji retorycznej / De inventione. Karolina Ekes (tł.), Bartosz Awianowicz (wst.). Warszawa: Instytut Badań Literackich PAN, 2013. ISBN 978-83-61757-36-8.